# 코시모 1세 데 메디치
코시모 1세 데 메디치(Cosimo I de' Medici, 1519년 6월 12일 ~ 1574년 4월 21일)는 2대 피렌체 공작이었다가 교황 비오 5세에 의해 1569년 초대 토스카나 대공이 되었다. 초대 피렌체 공작이었던 알레산드로가 1537년에 암살당하자 권력을 계승하였으며 메디치의 방계 가문 출신으로 기울어가던 메디치 가문을 다시 부흥시켰다.
집권이래 권력을 완전히 장악하여 공화파들을 제압하고 피렌체에 귀족정을 뿌리내리게 하였다. 1557년에는 무력으로 시에나를 정복하는등 영토 확장에 성공하며 도시국가 수준의 피렌체를 토스카나 대공국으로 만들었다. 그의 집권 초기의 피렌체는 1530년에 있었던 피렌체 공성전의 여파로 정치는 혼탁했고 경제는 피폐하였으며 사회는 무질서 했다. 잔인하고 무자비한 독재자이기는 했으나 강력한 부국강병 정책을 통해 피렌체를 강대국으로 성장시켰다.
황제 카를 5세의 봉신임을 분명히 했으며 반-프랑스, 친-황제 정책을 일관되게 추진하여 황제의 신임을 얻었다. 이를 통해 당대에 이탈리아 반도의 지배적 세력이었던 합스부르크 가문의 영향력에서도 벗어나 피렌체의 독립성을 유지하였고 밀라노의 경우와는 달리 피렌체가 스페인의 속주가 되는 것을 막아냈다.
그의 외할머니인 루크레치아는 위대한 로렌초(1449~92)의 딸이자 메디치 출신 교황 레오 10세의 누나이다. 이런 가문의 혈통으로 인해 교황 레오 10세는 코시모의 대부가 되어 주었다. 프랑스 앙리 2세의 왕비인 카트린 드 메디시스는 코시모와 6촌 형제지간이다.

## 어린 시절

### 출생과 성장
코시모는 1519년 6월 12일 피렌체에서 포를리 출신의 조반니 달레 반데 네레와 마리아 살비아티의 아들로 태어났다. 아버지 조반니는 용병대장으로 전쟁에 참여하느라 자주 집을 비웠다. 아버지는 코시모의 나이가 7살이 되던 해인 1526년에 코냑동맹 전쟁에 참전하여 포강에서 독일군을 상대로 전투를 벌이던 중 오른쪽 다리에 큰 부상을 입은후 치료 중에 사망하였다.
그의 아버지 조반니는 운동능력이 뛰어서 승마, 검술, 무술 등에 능했다. 그러나 12살 때 첫 살인을 저질렀고, 13살 때는 강간 사건에 연루되는 등의 이유로 두 차례나 피렌체에서 추방된 적이 있는 인물이다. 교황 레오 10세의 죽음을 애도하기 위해 아버지 조반니는 휘장에 검은색 줄무늬를 추가하였고, 여기에서 그의 별칭인 조반니 달레 반데 네레(검은 부대의 조반니)가 붙게 되었다.
코시모는 4살 되던 해인 1523년부터 혼란스러운 정국을 피해 베네치아, 볼로냐, 제노바, 나폴리등으로 거주지를 자주 옮겨다니며 생활하여 피렌체와는 일정한 거리를 유지하였다. 잦은 이사로 불안한 성장기를 보냈으며 가정교사들은 코시모가 어려서부터 군인이 되는 것을 희망했다고 한다.

### 시대적 상황

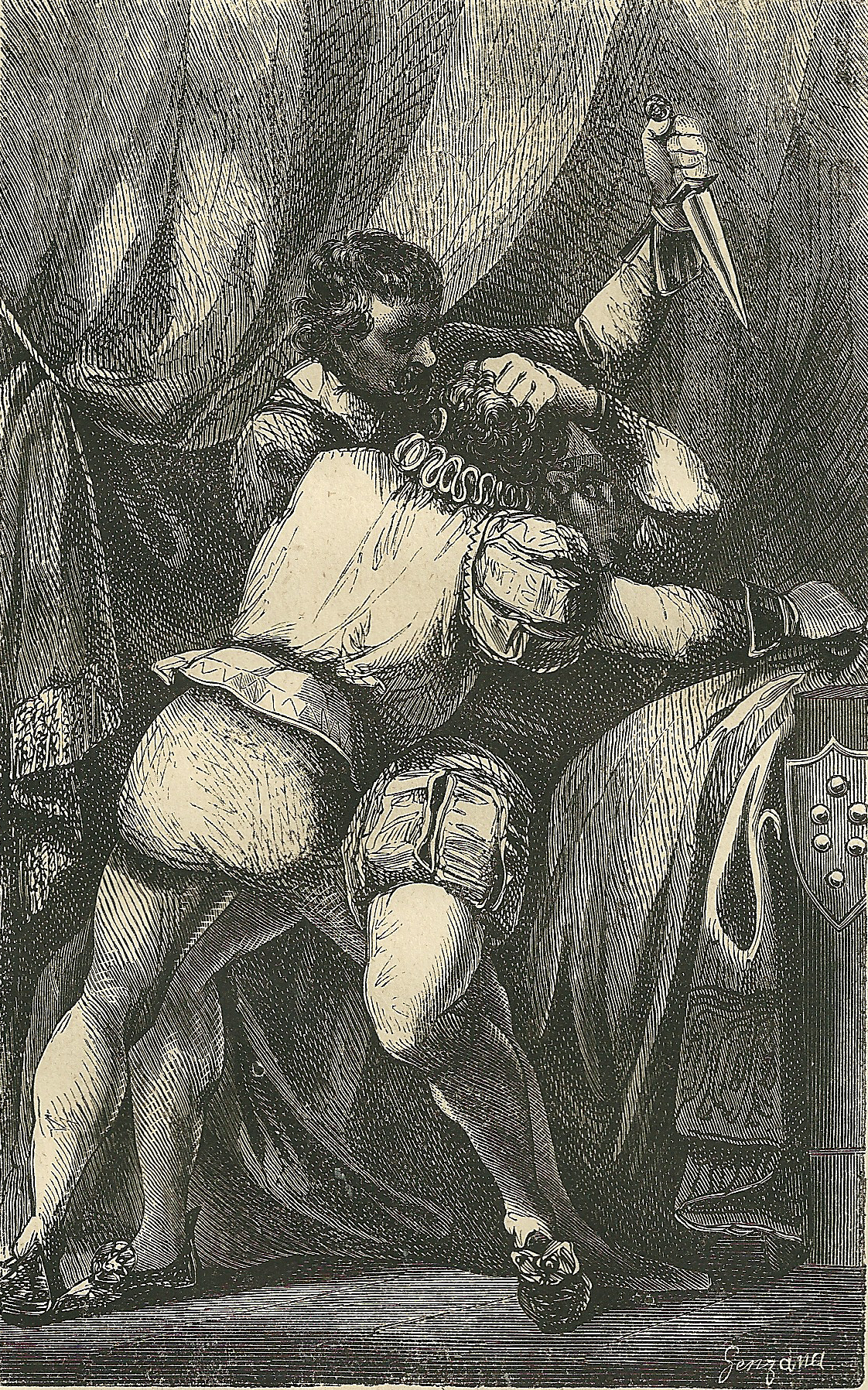
암살당하는 알레산드로 공작

피렌체는 부유한 상인계급이 주도하는 공화국이었다. 메디치 가문이 통치가문으로 등극하게 된 토대는 메디치 은행의 창업주 조반니 디 비치가 축적된 부를 사회환원하면서부터 다져졌다. 조반니의 증손자 로렌초 데 메디치는 위대한 정치가이자 외교관으로 이탈리아의 평화를 이끌어내기도 했다. 그러나 이러한 평화는 1494년 프랑스 샤를 8세가 실시한 이탈리아 원정으로 깨어졌으며 이후 이탈리아는 유럽 강대국들의 주도권 다툼의 전쟁터로 변모하고 말았다.(참조 : 이탈리아 전쟁)
1526년에 제 5차 이탈리아 전쟁이라고 분류되기도 하는 코냑동맹전쟁이 발발하였는데, 이 전쟁은 교황이 주도하에 프랑스와 이탈리아 도시국가들이 동맹을 맺고 황제 카를 5세의 세력을 이탈리아에서 몰아내기 위해서 시작되었다. 초반에는 동맹군이 우세했으나 곧 역전되었으며, 제국군이 교황령의 수도 로마를 점령하자 교황은 항복하였고 전세는 급격히 기울었다. 뒤늦게 프랑스가 적극성을 보였으나 연패하며 동맹군은 전의를 상실했다.(참조 : 코냑동맹전쟁)
종전협상중인 1529년 6월에 교황은 황제와 밀약을 맺고 피렌체를 고립시킨후 제국의 군대를 이용해 자신의 조국인 피렌체를 정벌하였다. 전쟁이 한창이던 지난 1527년에 메디치 가문이 피렌체에서 축출당했는데 메디치 출신이었던 교황은 무력을 동원해서라도 가문의 통치권을 회복하고자 했기 때문이다. 무려 11개월간 진행된 전쟁은 황제군의 승리로 끝났다. 전쟁으로 피렌체의 도시는 파괴되었고 농촌은 황폐화되었으며 경제는 파탄 나버렸다. 이로써 이탈리아의 르네상스를 주도하던 피렌체는 크게 쇠퇴하였다.(참조 : 피렌체 공성전)
종전후 대대적인 숙청이 이루어졌고 황제의 힘을 업은 교황은 가문의 일족인 알레산드로를 공작으로 세운후 공화정을 폐지하고 피렌체를 귀족정으로 만들었다. 20대 초반의 알레산드로는 무능한 독재로 폭정을 일삼았으며 시민들의 자발적 망명과 공화파의 거센 반발을 불렀다. 혼탁한 정국이 이어지던중 1537년 알레산드로가 암살당하는 일이 발생하였다.

### 권력 승계

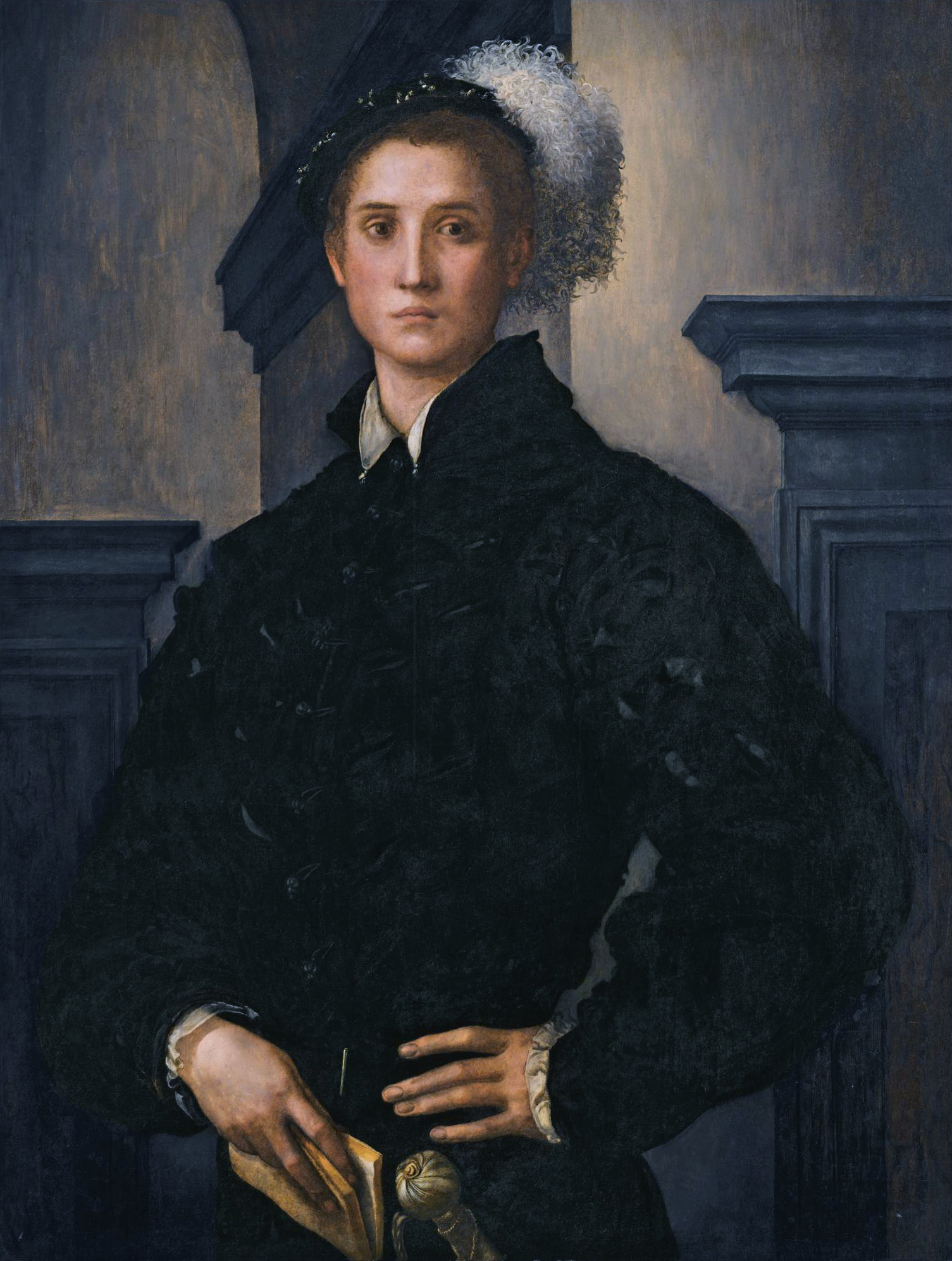
19살의 코시모(by 자코포 폰토르모)

피렌체 공작 알레산드로가 로렌치노 데 메디치에게 암살당한 1537년에 코시모는 18살이었다. 암살은 은밀히 이루어졌고 폭동과 반란을 우려한 메디치 지지자들에 의해 시신 수습과 매장 역시 비밀리 진행되었다. 암살 주범인 로렌치노는 어느 누구하고도 사전에 암살과 관련하여 공모한 적이 없었고 암살직후 즉시 베네치아로 도망쳤다. 암살소식이 너무 늦게 알려지면서 반-메디치 세력과 공화파는 반란의 좋은 기회를 놓쳐버렸다. 시뇨리아(내각)는 알레산드로에 의해 해체된 상태라 정국 수습을 담당할 권한을 가진 합법적인 정부 조직이 없었고 상황을 헤쳐나갈 수 있는 정치력과 지배적인 영향력을 가진 가문도 피렌체에는 없었다.
어쩔수 없이 주요 지도급 인사들이 주도하여 형식적으로 남아있던 시의회 의원 48인을 소집했다. 알레산드로는 사생아만 남겼을 뿐이어서 암살 주범인 로렌치노가 차기 계승권자이지만 통치권을 주장하지 않는 상황이라서 코시모 데 메디치가 합법적인 계승권을 가지고 있었다. 그러나 피렌체인들에게 코시모에 대해서 알려진 바가 별로 없었다. 코시모(1519~74)는 어려서부터 피렌체를 떠나 타국에서 주로 생활했으며 이 당시에도 피렌체에서 멀리 떨어진 무겔로라는 곳에서 조용히 살았기 때문이다.
그는 시의회 의원들 앞에서 절제된 언행 그리고 차분하고 겸손한 태도로 일관하여 자신의 야망을 감추었다. 통치자가 되더라도 모든 권한을 시의회에 일임하겠다는 공약도 하였다. 시의원들은 그를 18살의 아직 어리고 경험 부족하며 정치에 욕심이 없는 청년 정도로 판단했다. 결국 귀족정보다는 공화정을 선호했던 시의원들은 코시모를 공작이 아닌 공화정의 수장으로 추대하였다. 지도급 의원들은 형식상 수상을 세운 후 실권은 자신들이 행사하려 계획했다. 그러나 권좌에 앉은 코시모는 자신에게 불리한 법을 폐지시키고 유력가문들의 지지를 이끌어내더니 모든 의원들을 해임한 후 독재자로 돌변하여 권력을 장악하였다.

### 공화파의 반격
코시모가 독재자로 돌변하자 공화파 인사들이 대거 자발적 망명에 올랐다. 이들은 기존 피렌체 출신 해외 망명파들과 협력하였고 프랑스와 피렌체를 적대시 하는 국가들의 지원을 받아 군대를 모았다. 1537년 7월 하순경, 망명자들은 베르나르도 살비아티와 피에로 스트로치의 지도하에 토스카나로 진군하였다. 코시모는 피렌체에 상주하던 스페인 군대의 도움을 받아 이들을 상대했다.
알레산드로 비텔리가 이끄는 코시모의 군대는 8월 1일 프라토 근처의 몬테무를로에서 공화파 망명군과 격돌하여 대승을 거두었다. 망명군들을 격퇴시킨 뒤, 비텔리는 필리포 스트로치와 그의 동료들이 퇴각해 머물고 있던 요새를 습격하였다. 이곳에서 많은 인사들이 생포되었고 바르젤로 성과 포르테차 요새에 있는 감옥에 수감되어 고문 당한 뒤 처형되었다. 이때 많은 지도급 인사들이 사망함으로 인해 코시모의 권력 장악 행보는 탄탄대로를 걷게 되었다.

## 통치

### 피렌체 공작

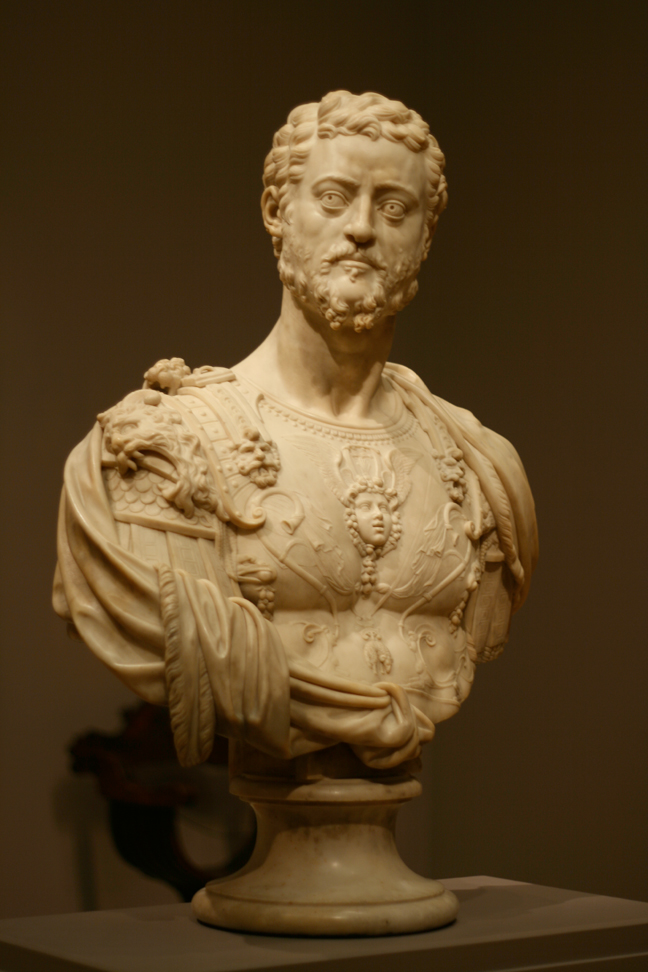
코시모 1세의 흉상 </br>(by 벤베누토 첼리니,1550년)

1537년 6월, 코시모는 피렌체 공국의 지도자로서 인정을 받기 위해 베르나르도 안토니오 데 메디치를 황제 카를 5세에게 보냈다. 프랑스와 제6차 이탈리아 전쟁(1536~38)을 치르는 중이었던 카를 5세는 코시모가 프랑스에 대적하여 적극적으로 자신을 지원하고 협조한다는 조건하에 그의 지위를 인정했다. 황제 카를 5세는 과거에 알레산드로 공작이 지니고 행사한 모든 권한을 코시모에게 수여한다는 허가서를 발행하였다. 황제가 피렌체 공작이라는 칭호를 부여하지는 않았으나 코시모는 이때부터 피렌체 공작이라는 서명을 사용했다. 이에 대해 황제도 이의를 달지는 않았다.
코시모는 자신의 지위를 강화하기 위하여 황제의 딸이자 알레산드로의 젊은 미망인 마르게리타와 혼인을 추진했으나 황제는 완고히 거부하였다. 결혼계획에 실패하자 눈을 돌려 나폴리 총독의 외동딸과 혼인을 추진하여 1539년에 성사시켰다. 나폴리 총독 돈 페드로는 황제의 대리 통치자들중 가장 신임을 받던자로서, 1532년부터 1553년 그가 죽을 때까지 나폴리 왕국을 다스렸다. 그는 매우 부유하였고 외동딸이었기에 사위 코시모 1세가 하는일에 많은 지지를 보냈으며 경제적인 지원을 아끼지 않았기에 코시모의 집권초기에 있었던 어려운 경제사정을 해결하는데 큰 도움을 되었다.

### 상비군 양성

이탈리아 지도 (1494년)

1542년에 프랑수와 1세와 카를 5세 사이에 전쟁이 재개되면서 전비가 필요했던 카를 5세는 코시모에게 자금을 빌렸다. 코시모는 그 대가로 피렌체와 피사에 있던 제국 주둔군의 철수를 관철시켰다. 퇴각한 제국군을 대체할 상비군은 이미 양성하고 있었다. 마키아벨리의 선례에 따라 징병제를 부활시켜 만든 국민병과 독일과 스위스 용병들을 고용하여 대규모 중무장한 군대를 보유하였고 점차 규모를 키워나갔다. 토스카나에 수 많은 요새들을 만들어 나갔고 강력한 수비대를 포진시켰다.
1548년 시에나가 황제에게 반기를 들어 스페인 주둔군을 추방하고 교황의 보호하에 들어갔다. 이 사건으로 인해 황제는 교황과 프랑스의 연합군과 대적하여 다시 전쟁 준비를 하였다. 양측이 극단으로 흐르기 일보직전에 코시모가 나서서 양 진영을 중재하여 전쟁을 막는 데 성공하였다. 시에나의 공화정 체제가 존중되는 조건하에 스페인 군이 주둔한다는 중재안을 양측이 받아들였던 것이다. 이에 대한 보응으로 황제는 피옴비노 점유와 프르토레라요 항구, 엘바섬의 주변 구역을 코시모에게 맡겼다. 코시모는 피렌체 해군을 창설하여 전함을 건조하고 해군기지를 만들어 강군으로 육성했다. 이 시기에 만든 해군은 훗날 몰타 공방전(1565년)과 레판토 해전(1571년)에 참전하기도 했다.
상비군 양성과 더불어 황제 카를 5세의 정책에는 협조적인 태도를 고수하였고 친-황제, 반-프랑스 정책을 일관되게 펼쳐 황제의 봉신으로 점진적으로 신임을 얻었다. 이를 바탕으로 이탈리아 내에서 압도적이었던 합스부르크의 영향력으로부터 피렌체의 독립성을 키워나갔다.

### 로렌치노 제거
전임 피렌체 공작 알레산드로를 암살했던 주범 로렌치노 데 메디치는 피렌체 출신 망명자들과 함께 베네치아에서 망명 생활을 하고 있었다. 로렌치노는 사심 없이 조국 피렌체를 위해 악정을 일삼던 폭군이자 독재자 알레산드로를 살해했다고 주장했다. 또한 <아폴로지아>라는 책을 출판하여 자신의 행위는 위대하다고 칭송하기도 했다. 사심이 없었다는 그의 주장은 설득력을 얻지 못했다. 알레산드로가 후계없이 사망할 경우에 합법적인 권력 계승자가 로렌치노였기 때문이다. 코시모는 반란의 구심점이 될 수 있는 불안요소를 제거하기 위해 10년간의 노력을 기울인 끝에 드디어 1547년 자객을 통해 그를 암살하는 데 성공하였다.

### 시에나 합병
1547년 프랑스 국왕에 즉위한 앙리 2세는 이탈리아에 대한 계승권을 주장하며 1552년에 황제 카를 5세를 상대로 전쟁을 일으켰다. 이에 호응한 시에나 공화국은 1552년 다시 황제에게 반기를 들어 스페인 주둔군을 추방하고 프랑스 군대를 끌어들였다. 나폴리 군대가 나섰으나 1553년 1월에 총독이 사망하면서 시에나 진압에 실패하였다. 코시모가 황제의 봉신 자격으로 군대를 투입하였고 1554년 8월 2일 마르차노 전투에서 승리하며 시에나 시를 포위하였다. 이어진 전투 끝에 1555년 4월 17일 시에나시를 함락시키는 데 성공하였다.
기존 정복지역에 대해 무자비하게 처리하다 보니 시에나도 결사항전으로 대응하는 바람에 4만명의 주민중에 6천명만 살아남는 비극이 벌어졌다. 몬탈치노 지역은 끝까지 저항하였으나 1559년에 이르러 완전히 제압하였다. 초대 총독에는 코시모의 친구인 니콜리니를 임명하였고 강력한 요새를 건축하도록 지시했다. 한편 시에나에 대해서는 온건한 정책을 취하여 시에나의 기존 헌법, 관습, 전통을 보존시켰다. 여러 가지 세세한 조치가 제대로 시행되는지 직접 점검도 했다. 이런 조치들은 시에나인들을 만족시켰고 훗날 시에나는 한 번도 메디치 가문에 대해 반기를 들지 않았다.

### 토스카나 대공

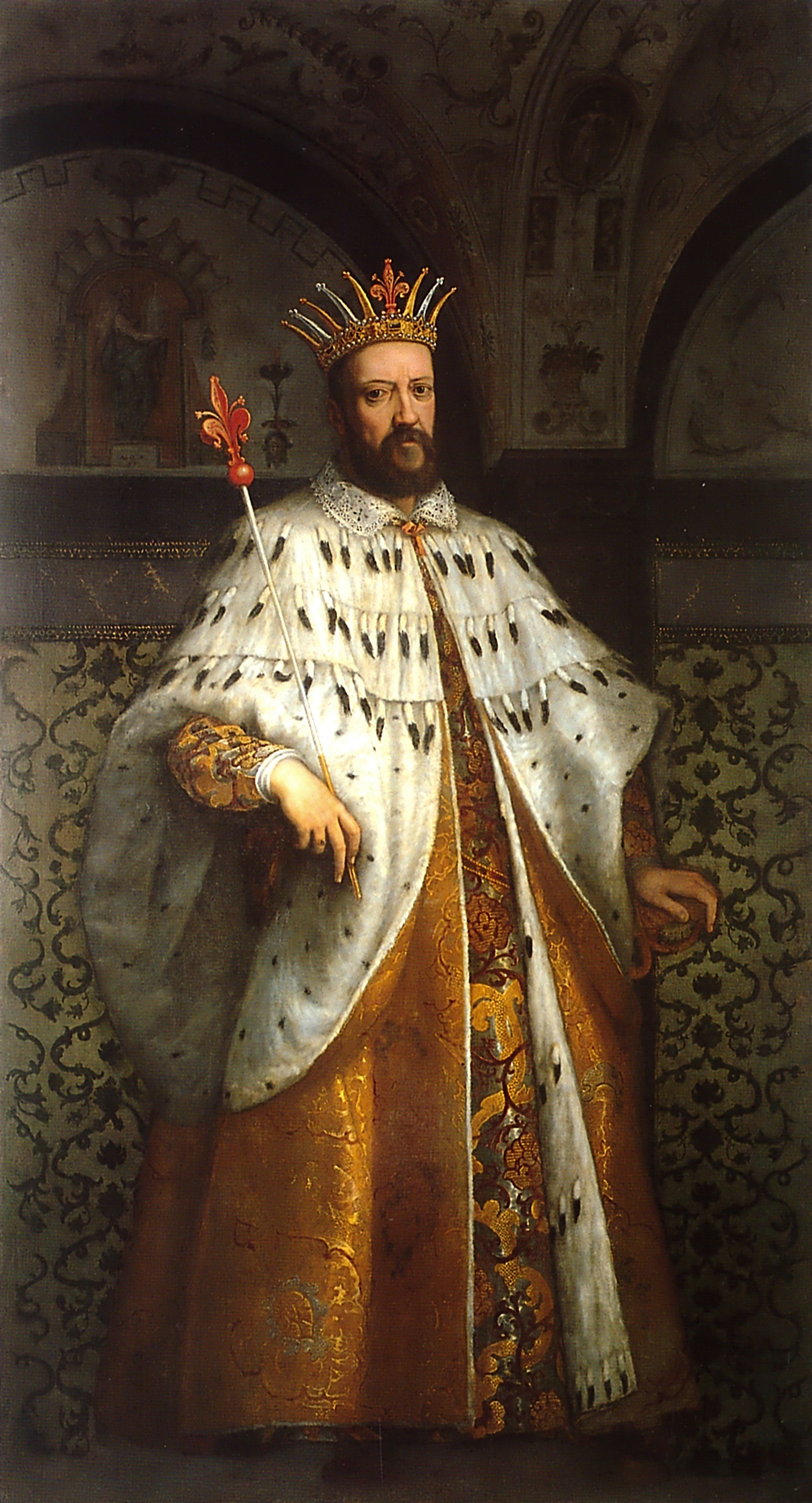
토스카나 대공 코시모 1세

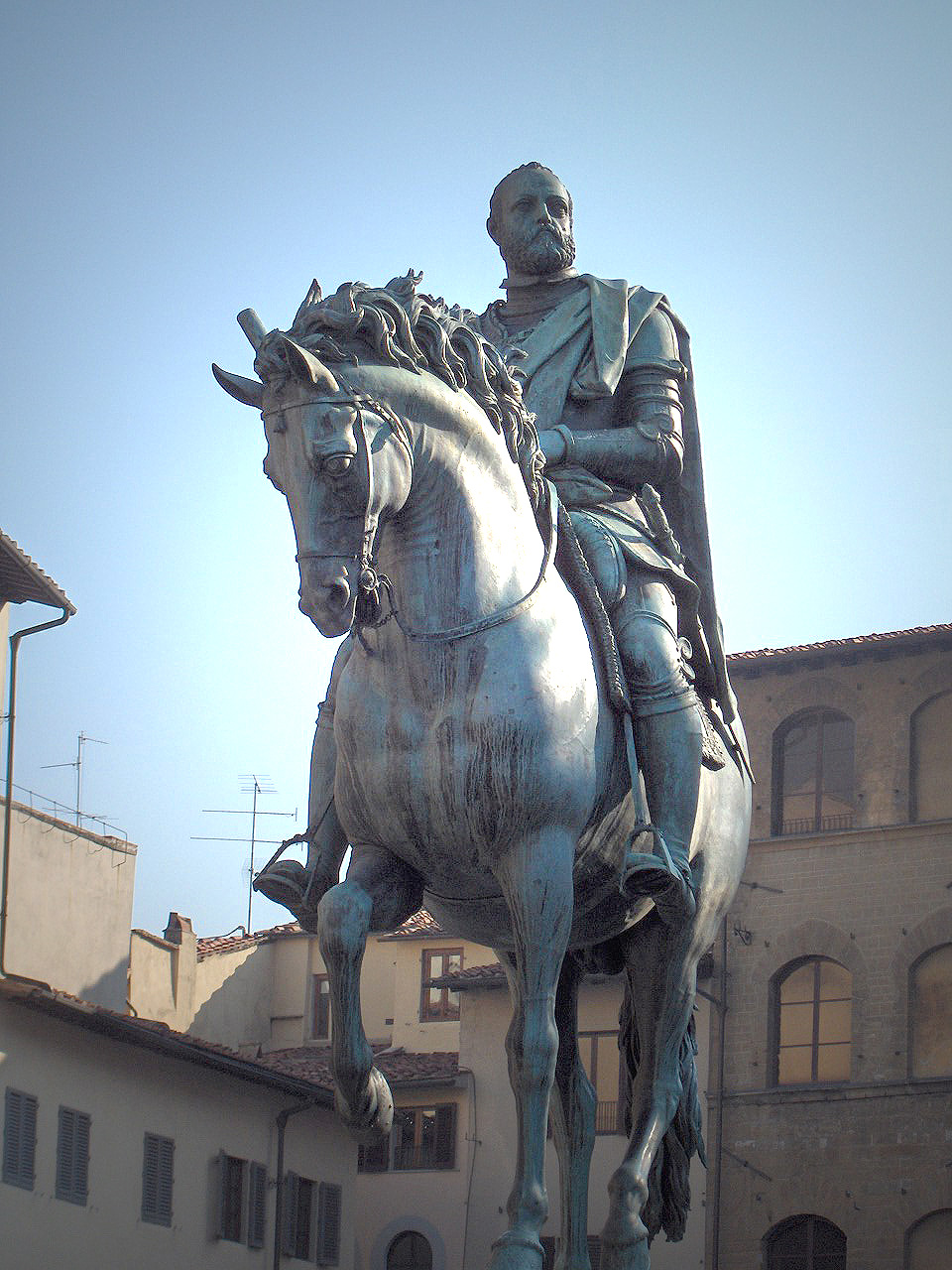
코시모 1세의 동상

코시모는 시에나 합병에 성공한 이후에도 영토 확장에 매진하였다. 또한 이때부터 오랜 시간 품어왔던 토스카나 대공에 오르고자 하는 자신의 야망을 실현하기 위해 은밀히 계획을 추진하였다. 1559년 12월에 새로운 교황 비오 4세가 등극하였는데, 그의 본명이 조반니 안젤로 메디치이기는 했으나 밀라노 태생으로 피렌체의 메디치 가문과는 아무런 상관이 없다. 그럼에도 불구하고 교황이 된 후에 메디치 가문의 문장을 채택했는데, 당시 코시모는 교황과의 친분을 통해 이득을 챙길 수 있을 것으로 보고 별다른 이의를 제기하지 않았다.
1565년 1월에 장남 프란체스코를 신성로마제국 황제 막시밀리안 2세의 막내 여동생 요하나와 결혼시키는 데 성공하였다. 이 결혼을 통하여 가문의 위상을 격상 시킬 수 있었다. 차분히 진행되던 노력은 큰 장해물에 봉착하는 일이 발생했다. 교황 비오 4세가 죽고 1566년 1월에 즉위한 교황 비오 5세의 정책 때문이다. 신임교황은 매우 무자비하고 엄격하게 개신교도를 탄압하였는데 코시모의 오랜 친구이자 조언자이며 매우 훌륭한 협력자였던 카르네세키가 개신교도였다.
난처한 입장에 처한듯 했으나 코시모는 한치의 망설임없이 자신의 계획에 방해가 되는 카르네세키의 신변을 교황청에 넘겨주었고 1567년 10월에 카르네세키는 화형을 당했다. 그리고 나서 2년 후에 교황청에서 그 대가를 받았다. 1569년 8월 교황 비오 5세는 그를 토스카나 대공으로 임명한 것이다.
프랑스는 내전 중이었고 스페인은 네덜란드와 전쟁중에 프랑스의 내전에 개입한 상태였다. 영국은 프랑스 및 스페인과 동시에 전쟁을 하고 있었고 독일 황제 막시밀리안 2세도 여러 고민 속에 있었다. 시대적으로 혼란한 가운데 왕이나 다를 바 없는 대공의 자리에 코시모가 등극하는 데 누구하나 적극적으로 방해할 소지가 적은 시기였다. 교황의 조치에 스페인과 독일은 거부의사를 표했으나 프랑스와 잉글랜드는 코시모의 지위를 인정하였다.

## 예술 후원
예술 후원가였던 코시모 1세는 1559년 우피치 미술관을 착공하여 건설한 것으로 유명하다. 우피치의 본래 의도는 다양한 조직, 기관들과 옛 공화국 시절에 창설된 길드들에 대한 코시모의 행정력 강화의 목적으로 만들어졌으며, 오늘날에는 옛 메디치 가문에서 보유했었던, 전 세계에서 가장 중요하다고 여겨지는 컬렉션 중 하나를 보유하고 있는 시설이다. 우피치 건축은 조르조 바사리가 책임을 맡았다. 바사리는 베키오 궁전 개축작업에도 참여했으며 《미술가 열전》을 집필하여 1550년에 코시모 1세에게 헌정하였다.
코시모가 17세 때 니콜로 트리볼로가 만든, 빌라 디 카스텔로에 있는 그의 정원은 피렌체의 새로운 황금기를 알리기 위해 제작되었으며, 피렌체 가문의 덕과 웅장함을 표현하고 있다. 메디치 가문 일원들은 그곳에 분수, 미로, 인공 동굴, 독창적인 장식용 인공 폭포 등을 장식하였고, 이것이 이탈리아 르네상스 정원의 원형이다. 메디치 가문은 18세기까지 이탈리아, 프랑스 정원에 엄청난 영향력을 끼쳤다.
그는 또한 메디치 가문의 본거지로서 피티 궁전 건설을 끝냈고 피티 궁전 뒤에 보볼리 정원 또한 만들었다. 그는 조상들이 해왔던 것보다 더, 그는 중요한 예술 후원가였고 여러 예술가들을 지원했는데, 그들 중에는 조르조 바사리, 벤베누토 첼리니, 폰토르모, 브론치노, 건축가 발다사레 란치, 역사가 스키피오네 아미라토, 베네데토 바르키 등이 있었다.
잠볼로냐가 1598년에 만든 코시모의 거대한 청동 기마상은 여전히 피렌체의 주요 광장인 시뇨리아 광장에 서있다.
코시모는 또한 연금술의 열렬한 지지자였으며, 그의 할머니 카테리나 스포르차로부터 열정을 물려받았다.

## 혼인과 자녀

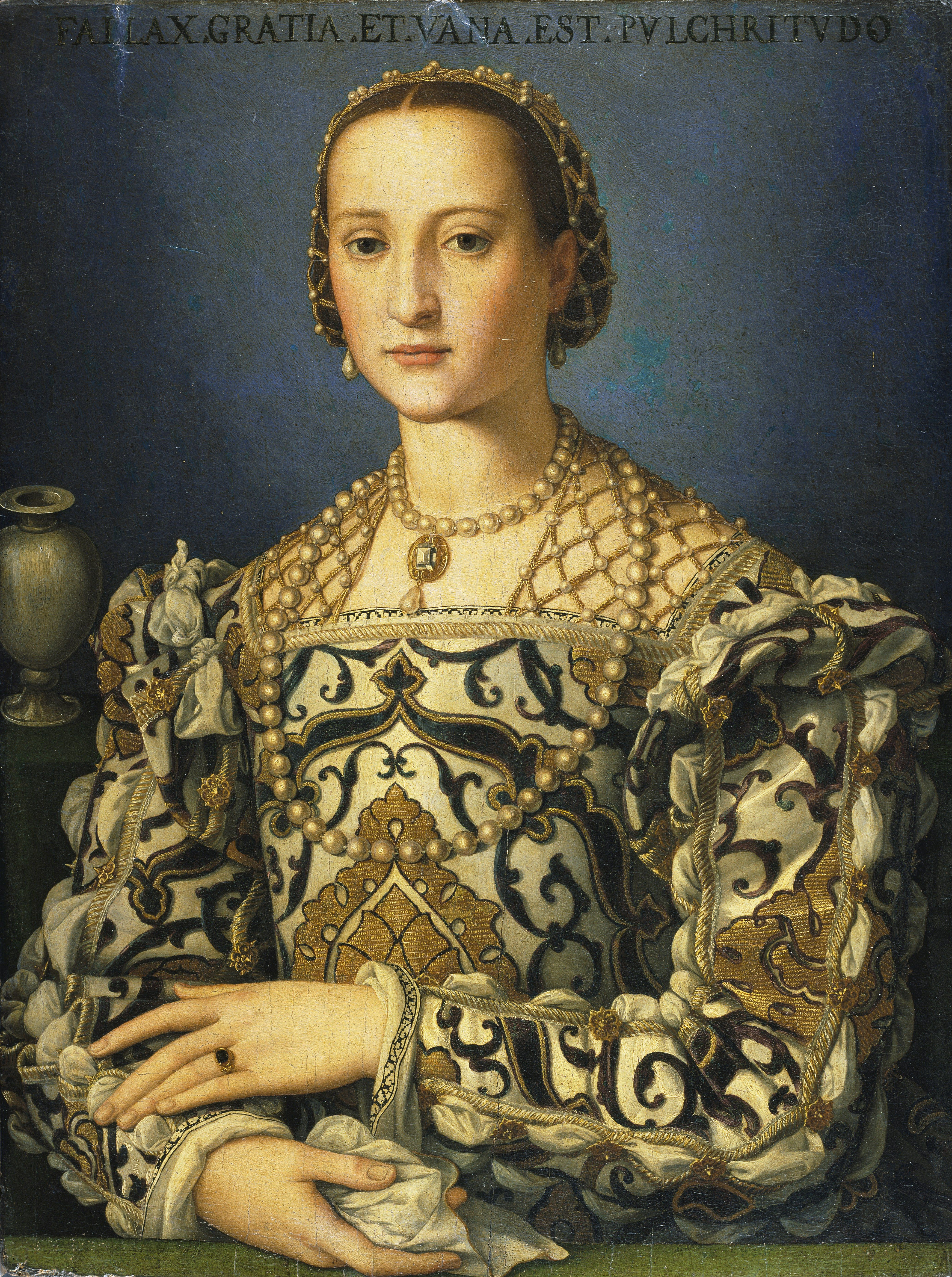
레오노르 데 톨레도. (1522~1562)

코시모 1세는 알레산드로가 암살당하여 과부가 된 황제 카를 5세의 사생아 마르게리타와 혼인을 추진했으나 황제의 반대로 무산되었다. 그후 1539년에 매우 부유한 스페인의 나폴리 부왕 페드로 알바레스 데 톨레도의 딸 레오노르 데 톨레도(1522년 – 1562년)와 혼인했다. 그녀의 얼굴은 많은 이들에게 꽤나 친숙한데, 그 이유는 아뇰로 브론치노가 그린 그녀의 근엄하고 거리감을 두고 있는 초상화들 때문일 것이다. 그것들 중에 가장 유명한 것은 우피치 미술관에 그녀의 아들 조반니와 함께 걸려있는 것이다.
그녀는 메디치 가문에 피티 궁전과 계승권을 확실하게 할 아들 7명과 이탈리아를 통치하는 귀족 가문과 연결해준 딸 4명을 낳았다. 그녀는 새롭게 창설된 예수회의 후원가였으며, 베키오 궁전에 있는 그녀의 개인용 채플은 그녀의 결혼식 축제를 장식하러 왔다가 피렌체에 정착한 브론치노가 장식하였다. 그녀와 아들 조반니, 가르치아가 사망한 1562년에 그녀 나이 겨우 40세였다. 그들 모두 피사를 여행하다 말라리아로 사망하였다.

코시모는 레오노르 사이에서 11명의 자식을 두었다:
- 마리아 (1540년 4월 3일 – 1557년 11월 19일) : 알폰소 디 에르콜레 2세와 약혼했으나, 혼인 이전에 사망
- 프란체스코 1세 (1541년 3월 25일 – 1587년 10월 19일) : 부친을 이어 토스카나 대공에 오른다.
- 이사벨라 (1542년 8월 31일 – 1576년 7월 16일) : 남편 파올로 조르다노 1세 오르시니에게 살해당함.
- 조반니 (1543년 9월 28일 – 1562년 11월) : 피사 주교와 추기경이 됨
- 루크레치아 (1545년 6월 7일 – 1561년 4월 21일) :1560년에 모데나와 페라라 공작 알폰소 2세 데스테와 혼인
- 피에트로 (페드리코) (1546년 8월 10일 – 1547년 6월 10일) : 1살 때 사망
- 가르치아 (1547년 7월 5일 – 1562년 12월 12일) : 15세 때 말라리아로 사망
- 안토니오(Antonio, 1548년 7월 1일 – 1548년 7월) : 유아기에 사망
- 페르디난도 1세 (1549년 7월 30일 – 1609년 2월 17일) : 추기경이었으나 형 프란체스코 1세가 후계없이 사망하자 토스카나의 대공에 즉위함.
- 안나(Anna, 1553년 3월 19일 – 1553년 8월 6일) : 유아기에 사망
- 피에트로 (1554년 6월 3일 – 1604년 4월 25일) : 부인 엘레오노라 디 가르치아 디 톨레도를 살해함.

코시모는 혼인을 하기 전에 이름이 알려지지 않은 여성 사이에서 사생녀 한 명을 두었다:
- 비아 데 메디치 (1536년 추정 – 1542년 3월 1일)

1562년에 레오노르 사망 후, 코시모는 하녀 엘레오나라 델리 알브리치(Eleonora degli Albrizzi) 사이에서 2명의 자녀를 두었다:
- 불명의 딸 (1566년 출생 및 사망) : 세례 전 사망
- 조반니 (1567년 – 1621년) : 코시모에 의해 적출화 됨

1570년, 코시모는 카밀라 마르텔리 (1590년 사망)과 혼인하였고 자식 한 명을 두었다:
- 비르지니아 (1568년 5월 29일 – 1615년 1월 15일) : 모데나 공작 체사레 데스테와 혼인

## 참고 서적
- Eisenbichler, Konrad, editor (2001). 《The Cultural Politics of Grand Duke Cosimo I de' Medici》.
- Eisenbichler, Konrad, editor (2004). 《The Cultural World of Eleonora of Toledo, Duchess of Florence and Siena》.
- Henk Th. Van Veen, Cosimo I de' Medici and his Self-Representation in Florentine Art and Culture (Cambridge, CUP, 2006).
- Cawley, Charles (August 2012), 《Ancestors of Cosimo I de' Medici, Duke of Florence (Medieval Lands Project)》, Medieval Lands database, Foundation for Medieval Genealogy
- Gáldy, Andrea M. Cosimo I de'Medici as collector: antiquities and archaeology in sixteenth-century Florence (Newcastle: Cambridge Scholars Publishing, 2009).